# كلاوديو أكوستا
كلاوديو أكوستا (بالإسبانية: Claudio Acosta)‏ (12 فبراير 1988 في الأرجنتين – )؛ هو لاعب كرة قدم أرجنتيني يلعب في الخط الهجومي.

## وصلات خارجية
- كلاوديو أكوستا على موقع قاعدة بيانات كرة القدم.إي يو (الإنجليزية)
- كلاوديو أكوستا على موقع Soccerway.com (الإنجليزية)

- (بالإسبانية) Argentine Primera statistics